# FC Wacker Innsbruck (2002)
Wacker Innsbruck – austriacki klub piłkarski z siedzibą w Innsbrucku.

## Sukcesy
- Mistrz Red Zac-Erste Liga: 2004
- Mistrz Regionalligi Zachodniej: 2003 (jako SPG WSG Wattens/Wacker Tirol)

## Historia
Klub założony został w 2002 w Innsbrucku pod nazwą Wacker Tirol Innsbruck jako spadkobierca nieistniejącego klubu Tirol Innsbruck. W 2007 klub zmienił nazwę na Wacker Innsbruck i obecnie gra w Bundeslidze austriackiej.
W klubie występował polski piłkarz, Jerzy Brzęczek.

## Sztab szkoleniowy
- Menadżer: Gogo Feistmantl
- Dyrektor sportowy: Florian Klausner
- Trener: Michael Streiter
- Asystent trenera: Andreas Schrott
- Asystent trenera: Christian Stoff
- Trener kondycyjny: Karl Schwarzenbrunner
- Trener bramkarzy: Walter de Vora

## Trenerzy od początku istnienia
- Michael Streiter 2002-2003
- Helmut Kraft 2003-2004
- Stanisław Czerczesow 2004-2006
- František Straka od 2006
- Klaus Vogler 2007
- Lars Søndergaard 2007
- Helmut Kraft 2007-2008
- Walter Kogler 2008-2012
- Werner Löberbauer 2012
- Roland Kirchler 2012
- Michael Streiter 2013-2014